# Селищенское сельское поселение (Тверская область)
Сели́щенское се́льское поселе́ние — муниципальное образование в составе Селижаровкого района Тверской области. На территории поселения находятся 45 населенных пунктов.
Центр поселения — посёлок Селище.
Образовано в 2005 году, включило в себя территорию Дубровского и Хотошинского сельских округов и территорию посёлка Селище. Законом Тверской области от 17 апреля 2017 года было упразднено Шуваевское сельское поселение, включённое в Селищенское сельское поселение.

## Географические данные
- Общая площадь: 318,6 км²
- Нахождение: западная часть Селижаровского района
  - Граничит:
    - на северо-западе — с Осташковским районом, Сиговское СП и Ждановское СП
    - на северо-востоке — с Березугским СП
    - на востоке — с Ларионовским СП и посёлком Селижарово
    - на юге — с Дмитровским СП
    - на западе — с Шуваевским СП

Северную часть поселения пересекает река Селижаровка, среднюю часть — река Волга, которая выходит здесь из озера Волго.
По территории поселения проходит железная дорога «Торжок—Селижарово—Соблаго» и автодорога «Ржев—Селижарово—Осташков».

## Население
На 01.01.2008 — 1695 человек. По переписи 2010 — 1425 человек.

## Населённые пункты
На территории поселения находятся следующие населённые пункты:
| №  | Тип нп         | Название               | Население (2010 год) |
| -- | -------------- | ---------------------- | -------------------- |
| 1  | пос.           | Селище                 | 792                  |
| 2  | дер.           | Хотошино               | 105                  |
| 3  | дер.           | Аббакумово             | 0                    |
| 4  | дер.           | Апокинь                | 3                    |
| 5  | дер.           | Большая Волга          | 6                    |
| 6  | дер.           | Валушино               | 2                    |
| 7  | дер.           | Верхневолжский Бейшлот | 5                    |
| 8  | дер.           | Завирье                | 4                    |
| 9  | дер.           | Зенцово                | 5                    |
| 10 | дер.           | Коптево                | 6                    |
| 11 | дер.           | Красный Озерок         | 9                    |
| 12 | дер.           | Ланино                 | 15                   |
| 13 | дер.           | Никулино               | 5                    |
| 14 | дер.           | Малое Панино           | 65                   |
| 15 | дер.           | Сорокино               | 3                    |
| 16 | дер.           | Струги                 | 16                   |
| 17 | дер.           | Филиппово              | 2                    |
| 18 | дер.           | Хиловец                | 6                    |
| 19 | дер.           | Хилово                 | 3                    |
| 20 | н.п.           | Турбаза «Чайка»        | 46                   |
| 21 | дер.           | Шихино                 | 29                   |
| 22 | дер.           | Яровынь                | 0                    |
| 23 | дер.           | Дубровки               | 227                  |
| 24 | дер.           | Артюхи                 | 2                    |
| 25 | дер.           | Малая Волга            | 1                    |
| 26 | дер.           | Волково-Тулупьево      | 1                    |
| 27 | дер.           | Дудино                 | 4                    |
| 28 | дер.           | Конопад                | 0                    |
| 29 | дер.           | Мосолово               | 5                    |
| 30 | дер.           | Нероново               | 9                    |
| 31 | дер.           | Панино                 | 4                    |
| 32 | дер.           | Плющево                | 5                    |
| 33 | дер.           | Починок                | 3                    |
| 34 | дер.           | Разинино               | 0                    |
| 35 | дер.           | Сады                   | 1                    |
| 36 | дер.           | Санево                 | 3                    |
| 37 | дер.           | Скакулино              | 5                    |
| 38 | дер. и ж.д.ст. | Скакулино              | 1                    |
| 39 | дер.           | Сковорово              | 2                    |
| 40 | дер.           | Сосноватка             | 7                    |
| 41 | дер.           | Тверское               | 0                    |
| 42 | дер.           | Фролово                | 7                    |
| 43 | дер.           | Шамрино                | 0                    |
| 44 | дер.           | Шелехово               | 0                    |
| 45 | дер.           | Юшино                  | 1                    |

## История
С образованием в 1796 году Тверской губернии территория поселения вошла в Осташковский уезд.
В середине XIX-начале XX века деревни поселения относились к Сухошинской и Хотошинской волостям Осташковского уезда.
В 1940-1950-е годы населённые пункты на территории поселения входили в Волжанский, Сухошинский, Хотошинский и Селижаровский сельсоветы.

## Археология
На правом берегу реки Селижаровка в 1,3 км к западу от деревни Хилово находится курганная группа Хилово - 1  (6 насыпей) XI — XII веков.

## Известные люди
В деревне Сковорово родился Главный маршал бронетанковых войск, Герой Советского Союза Павел Алексеевич Ротмистров.
Беляев Александр Николаевич (1965—1985), пограничник, участник боевых действий в Республике Афганистан. Посмертно награждён орденом Красной Звезды. Родился в деревне Сковорово.